# Scutomollisia
Scutomollisia — рід грибів родини Dermateaceae. Назва вперше опублікована 1976 року.